# Cabo Ledo
Cabo Ledo (in tedesco: Capo Felice) è una baia e un comune della provincia di Bengo, 120 km a sud di Luanda, ai margini del parco nazionale di Quiçama. La spiaggia ai piedi del promontorio, chiamata Praia dos Surfistas, è considerata uno dei migliori punti per praticare il surf in Angola. Nell'area sono stati costruiti diversi resort ecoturistici. Cabo Ledo è raggiungibile dalla strada statale EN100 ed è dotato di un piccolo aeroporto, ex aeroporto militare cubano, con una pista di 2996 m. È qui che nel 2001-2002 atterravano i voli cargo della campagna Arca di Noè che trasportavano animali selvatici dal Botswana e dal Sudafrica per il ripopolamento del parco nazionale.
La baia di Cabo Ledo ha anche un'importanza storica. Nel 1645 il governatore di Rio de Janeiro, Francisco de Soutomaior, sbarcò qui con la sua flotta proveniente dal Brasile per scacciare gli olandesi da Luanda.

## Clima
| Cabo Ledo                  | Mesi | Mesi | Mesi | Mesi | Mesi | Mesi | Mesi | Mesi | Mesi | Mesi | Mesi | Mesi | Stagioni | Stagioni | Stagioni | Stagioni | Anno |
| Cabo Ledo                  | Gen  | Feb  | Mar  | Apr  | Mag  | Giu  | Lug  | Ago  | Set  | Ott  | Nov  | Dic  | Inv      | Pri      | Est      | Aut      | Anno |
| -------------------------- | ---- | ---- | ---- | ---- | ---- | ---- | ---- | ---- | ---- | ---- | ---- | ---- | -------- | -------- | -------- | -------- | ---- |
| T. max. media (°C)         | 29,2 | 29,7 | 30,0 | 29,7 | 28,0 | 25,3 | 23,1 | 23,1 | 24,9 | 27,0 | 28,3 | 28,6 | 29,2     | 29,2     | 23,8     | 26,7     | 27,2 |
| T. media (°C)              | 26   | 26,3 | 26,6 | 26,4 | 24,8 | 21,9 | 20,1 | 20,1 | 21,9 | 24,1 | 25,3 | 25,5 | 25,9     | 25,9     | 20,7     | 23,8     | 24,1 |
| T. min. media (°C)         | 22,8 | 23,0 | 23,3 | 23,2 | 21,7 | 18,5 | 17,2 | 17,2 | 18,9 | 21,2 | 22,4 | 22,5 | 22,8     | 22,7     | 17,6     | 20,8     | 21,0 |
| Precipitazioni (mm)        | 45   | 60   | 169  | 197  | 16   | 0    | 0    | 0    | 2    | 17   | 87   | 52   | 157      | 382      | 0        | 106      | 645  |
| Giorni di pioggia          | 16   | 18   | 13   | 24   | 13   | 2    | 1    | 6    | 14   | 24   | 27   | 21   | 55       | 50       | 9        | 65       | 179  |
| Umidità relativa media (%) | 78   | 78   | 75   | 79   | 81   | 77   | 78   | 79   | 79   | 80   | 77   | 77   | 77,7     | 78,3     | 78       | 78,7     | 78,2 |